# 結婚誓詞
結婚誓詞是西式婚禮中婚姻當事人向彼此公開宣告的承諾。隨著婚禮習俗在人類歷史發展中一直在改變，結婚誓詞也非一成不變。

## 傳統天主教誓詞
天主教婚禮基本上是用相同的誓詞：

我○○○接受你○○○作為我的妻子（丈夫）。我保證：我一生中每一天都對你忠實。是好是壞，是疾病是健康，我要愛護你、尊重你。

美國天主教婚禮誓詞：

我○○○接受你○○○作為我合法的已婚妻子（丈夫）。擁有並持有，從這天開始，是好、是壞，是健康、是疾病，直到死亡將我們分開。

## 台灣基督長老教會婚禮誓詞
《教會禮拜與聖禮典》，1993，頁83~86

問︰男人，你確信這個婚姻是上帝所配合的嗎？

問︰男人，你是否願意承認接納女人做你為的妻子？

問：上帝使你活在世上，你當常常以溫柔端正的行為照顧你的妻子，敬愛她、惟獨與她同住一起，建立基督化的家庭。並尊重她的家族為你的家族，終身盡你做丈夫的本份。你在上帝和眾人面前是否願意這樣做？

問︰女人，你確信這個婚姻是上帝所配合的嗎？

問︰女人，你是否願意承認男人做你為的丈夫？

問：上帝使你活在世上，你當常常以溫柔端莊的行為順服你的丈夫，敬愛他、幫助他，唯獨與他同住，一起建立基督化的家庭。並尊重他的家族為你的家族，盡力孝順，終身盡你做妻子的本份。你在上帝和眾人面前，是否願意這樣做？或

我男人願意承認接納女人做我的妻子， 誠實遵照上帝的     誡命，和她生活在一起。無論處於什麼環境，都願意終身養她、愛惜她、安慰她、尊重她、保護她，以至奉召歸主。

我女人願意承認男人做我的丈夫。誠實遵照上帝的誡命，和他生活在一起，無論處於什麼環境，都願意終順服他、愛惜他、安慰他、尊重他、保護他，以至奉召歸主。

牧師或神父大聲宣告：

現在你們兩個人在上帝和眾人面前已經締結這重要的盟約，你們當時常照約彼此相待，方能增加你們的福份，並使人得益處。現在我奉聖父、聖子、聖靈的名為你們二人證婚成為夫婦、上帝所配合的，人不可分開。願耶和華賜福保護你們。願耶和華的臉光照你們。願耶和華歡喜的臉看顧你們，賜你們平安。阿們。」